# بيتر ليمبورغ
بيتر ليمبورغ (بالألمانية: Peter Limbourg)‏ هو صحافي ألماني يشغل منذ أكتوبر/ تشرين الأول 2013 منصب المدير العام لمؤسسة دويتشه فيله DW الإعلامية الألمانية. عمل ليمبورغ في قناة «برو 7» وقناة «سات1» نائبا لرئيس قسم الأخبار قبل انضمامه إلى DW.
ولد بيتر ليمبورغ في بون في يوليو/ تموز 1960. والده هو الدبلوماسي بيتر ليمبورغ، وقد ترعرع في عدة مدن، منها روما وباريس وأثينا وبروكسل. درس بيتر القانون في جامعة بون وتدرب على العمل التلفزيوني في وكالة الأنباء الألمانية، كما وعمل مراسلا تلفزيونيا في أوروبا الشرقية وبروكسل. في عام 1996 تولى إدارة مكتب بون لقناة «برو 7» الألمانية ثم رئيسا لقسم الشؤون السياسية في القناة. كما تولى لاحقا رئاسة القسم المذكور في قناة «زات 1».

## روابط خارجية
- بيتر ليمبورغ على موقع IMDb (الإنجليزية)
- بيتر ليمبورغ على موقع مونزينجر (الألمانية)
- بيتر ليمبورغ على موقع قاعدة بيانات الفيلم (الإنجليزية)